# Jacek Bodyk
Jacek Bodyk (Polkowice, 12 juni 1966) is een Pools voormalig professioneel wielrenner. Hij reed één seizoen voor Lampre-Colnago.
Bodyk deed namens Polen mee aan de Olympische Spelen van 1988 (Seoel) aan de wegwedstrijd. Hij eindigde als 28e.

## Belangrijkste overwinningen
1987
- 9e etappe Ronde van Polen

1988
- 4e etappe Ronde van Polen

1989
- 1e etappe Ronde van Polen
- 2e etappe Ronde van Polen

1990
- 8e etappe Vredeskoers
- 6e etappe, deel B Circuit des Mines

1991
- Eindklassement Ronde van Klein-Polen

1993
- 3e etappe Tour Nivernais Morvan

1994
- GP Cristal Energie

1996
- 4e etappe Tour Nivernais Morvan

## Resultaten in voornaamste wedstrijden
| Jaar | Milaan-San Remo |
| ---- | --------------- |
| 1992 | 73e             |